# Rentapia hosii
Rentapia hosii es una especie de anfibios anuros de la familia Bufonidae.

## Distribución geográfica y hábitat
Se encuentra en la península de Malaca, Sumatra y Borneo (Brunéi, Indonesia, Malasia y Tailandia).
Su hábitat natural incluye bosques secos tropicales o subtropicales y ríos.
Está amenazada de extinción.